# Cidomo

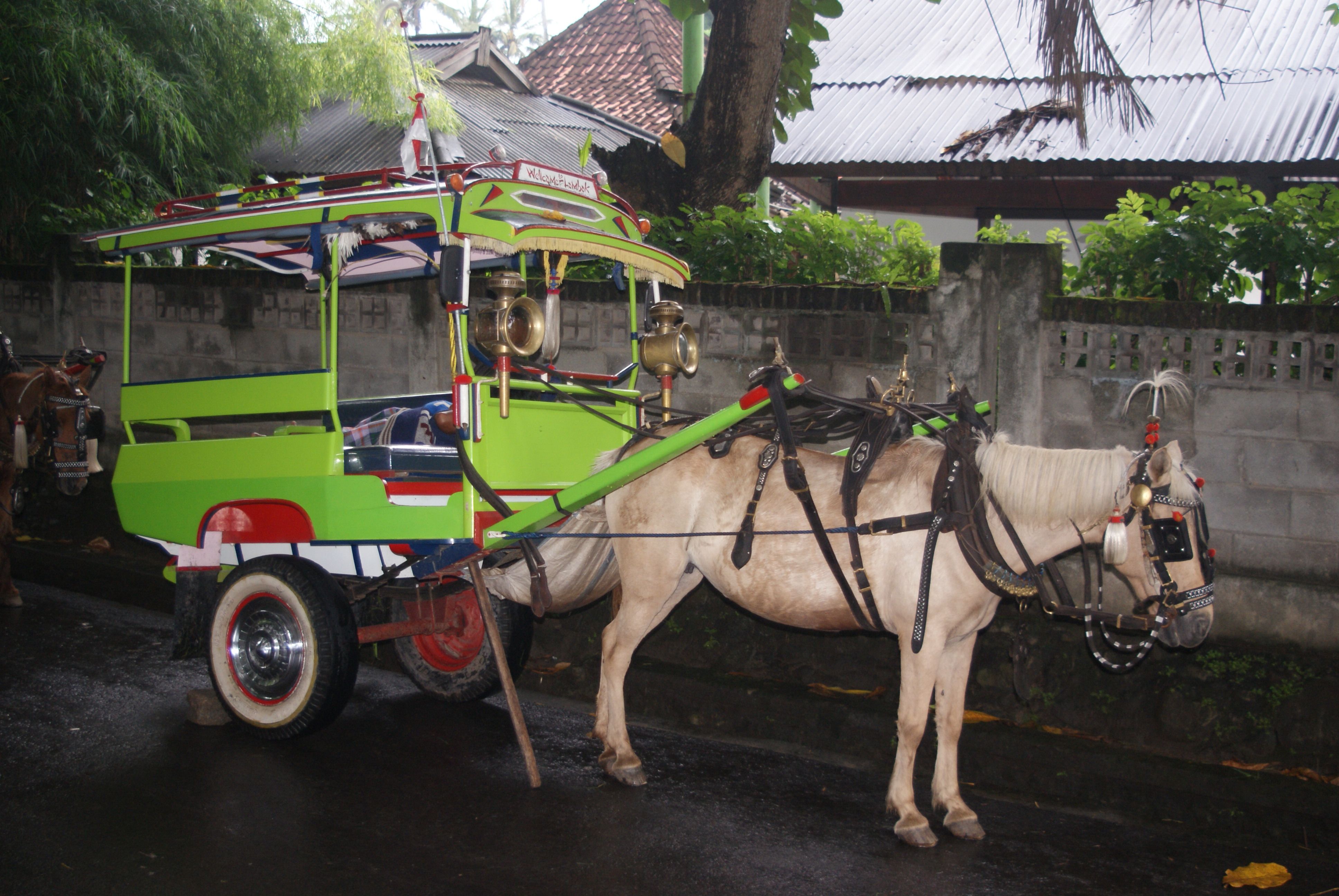
Un cidomo courant.

Un cidomo est un petit véhicule hippomobile à deux roues qui est présent en Indonésie, surtout dans les Petites îles de la Sonde et les îles Gili.

## Étymologie
Le mot « cidomo » dérive du mot sasak cika ou cikar (une charrette à bras traditionnelle), du mot balinais dokar (pour hippomobile) et du mot mobil (pour les pneus). Il est aussi connu par le nom « benhur », allusion aux chars romains du film Ben-Hur.

## Description
Le véhicule est régulièrement peint de couleurs vives ; il est souvent décoré de glands et de clochettes. Il roule sur deux pneus,. Il peut emporter habituellement jusqu'à quatre personnes assises : deux en avant et deux en arrière. Dans les îles Gili, le cidomo est très courant puisque les véhicules à moteur sont interdits.
Le cidomo, à cause de sa lenteur, est à la source d'embouteillages dans les villes densément peuplées d'Indonésie,. Les crottes des chevaux occasionnent des problèmes environnementaux dans les villes ; les conducteurs de cidomo ont été invités par le gouvernement de l'Indonésie à nettoyer ces rejets sous peine de voir leur permis retiré.